# تپه اقدس
تپه اقدس مربوط به دوره اشکانیان - دوره ساسانیان است و در شهرستان مانه و سملقان، بخش سملقان، دهستان قاضی، ۲ کیلومتری شمال شرق روستای عزیزآباد واقع شده و این اثر در تاریخ ۱۰ دی ۱۳۸۶ با شمارهٔ ثبت ۲۰۲۹۷ به‌عنوان یکی از آثار ملی ایران به ثبت رسیده است.